# Crescita demografica
La crescita demografica è l'aumento del numero di individui in una popolazione. Il tasso di crescita della popolazione è la velocità con cui il numero di individui di una popolazione aumenta in un dato periodo di tempo come frazione della popolazione iniziale. La crescita globale della popolazione umana è pari a circa 75 milioni ogni anno, o 1,1 % all'anno con la popolazione mondiale che è cresciuta da 1 miliardo nel 1804 a 8 miliardi nel 2023.
| Popolazione                                                              | Popolazione | Popolazione |
| Anni trascorsi                                                           | Anno        | Miliardi    |
| ------------------------------------------------------------------------ | ----------- | ----------- |
| -                                                                        | 1800        | 1           |
| 127                                                                      | 1927        | 2           |
| 33                                                                       | 1960        | 3           |
| 14                                                                       | 1974        | 4           |
| 13                                                                       | 1987        | 5           |
| 12                                                                       | 1999        | 6           |
| 12                                                                       | 2011        | 7           |
| 11                                                                       | 2022        | 8           |
| 21                                                                       | 2043*       | 9           |
| 40                                                                       | 2083*       | 10          |
| * stima del 31 ottobre 2011 Fondo delle Nazioni Unite per la popolazione |             |             |

## Tasso di crescita demografica
Il "tasso di crescita demografica" è il tasso di crescita del numero di individui in una popolazione in un dato periodo di tempo, espresso come frazione della popolazione iniziale. In particolare, il tasso di crescita della popolazione si riferisce al cambiamento della popolazione in un periodo di tempo-unità, spesso espressa come percentuale del numero di individui nella popolazione all'inizio di tale periodo. Questo può essere espresso con la formula, valida per un intervallo di tempo sufficientemente piccolo:
{\displaystyle Tasso\ di\ crescita\ demografica={\frac {P(t_{2})-P(t_{1})}{P(t_{1})(t_{2}-t_{1})}}}
Un tasso di crescita positivo indica che la popolazione è in aumento, mentre un tasso negativo è indice di una diminuzione. Un rapporto di crescita pari a zero indica che è rimasto uno stesso numero di individui all'inizio e alla fine del periodo: ma il tasso di crescita può essere pari a zero anche quando ci siano cambiamenti significativi nel livello di natalità o nel tasso di mortalità, immigrazione, o nella distribuzione delle età tra i due limiti di tempo.
Una misura affine è il "tasso netto di riproduzione" (in inglese net reproduction rate). In assenza di migrazione, un tasso di riproduzione netto superiore a 1 indica che la popolazione delle femmine è in aumento, mentre un tasso di riproduzione netto minore di uno (fertilità sub-supplente, in inglese sub-replacement fertility: vedi Tasso di sostituzione) indica che la popolazione delle femmine è in diminuzione.

## Tasso di crescita della popolazione umana

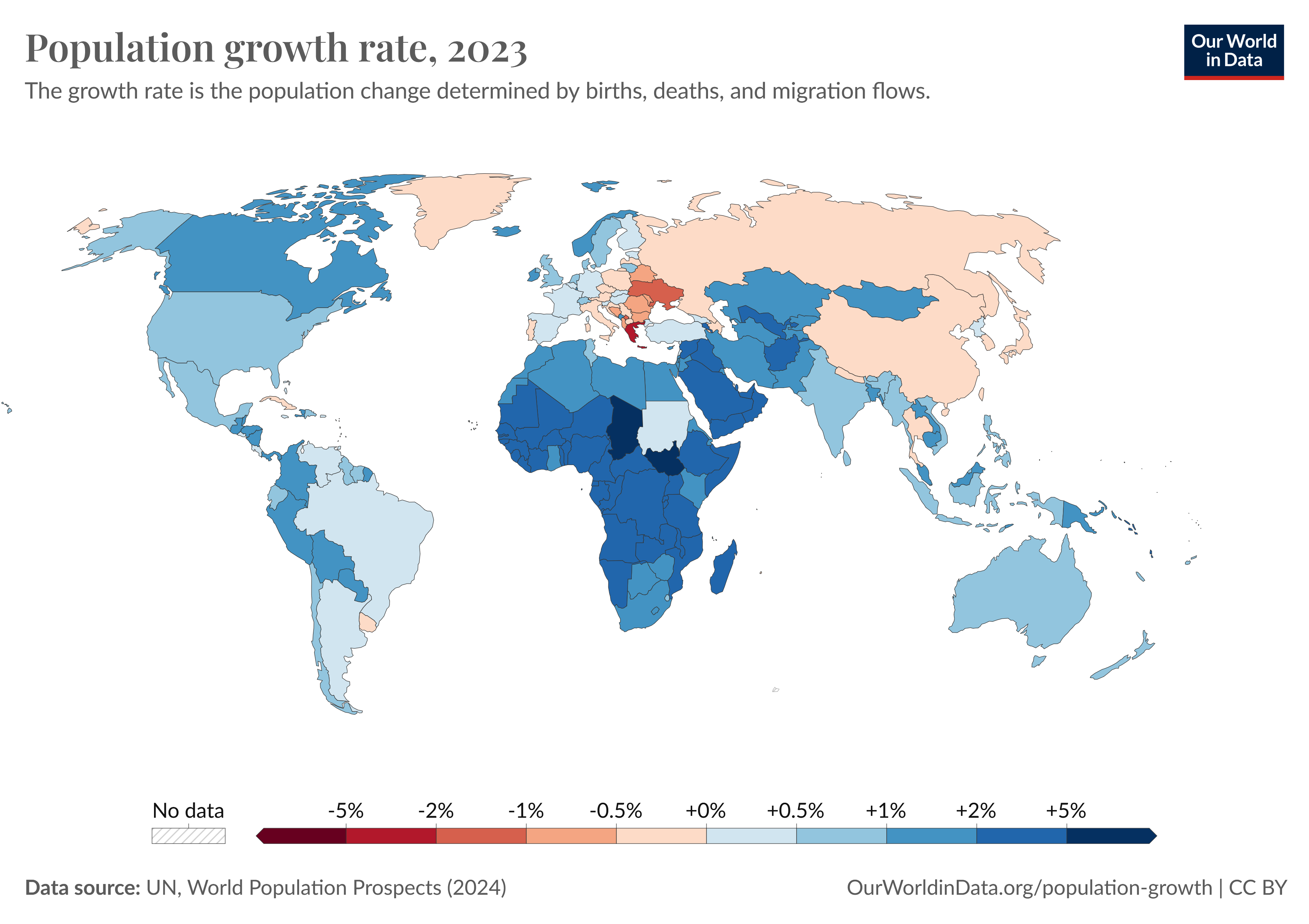
Tasso di crescita della popolazione nel 2023 da Our World in Data

Le stime di evoluzione della popolazione nei diversi continenti tra il 1950 e il 2050, secondo le Nazioni Unite. L'asse verticale è logaritmico ed è in milioni di persone.

Tasso di crescita della popolazione mondiale (1950-2050).

A livello globale, il tasso di crescita della popolazione mondiale è in calo rispetto ai picchi nel 1962 e 1963 al 2,21 % annuo. Nel 2009, il tasso di crescita annuo stimato era 1,1 %. Il CIA World Factbook dà il tasso di natalità annuo mondiale, il tasso di mortalità e il tasso di crescita come, rispettivamente 1,89 %, 0,79 % e 1,096 %. Gli ultimi 100 anni hanno visto un rapido aumento della popolazione a causa dei progressi medici e del massiccio aumento della produttività agricola, resa possibile dalla Rivoluzione Verde.
L'attuale crescita annua del numero di esseri umani è discesa dal picco di 88,0 milioni nel 1989, a un minimo di 73,9 nel 2003, dopo di che è risalito nuovamente a 80 milioni nel 2006. Da allora, la crescita annua è diminuita. Nel 2009, la popolazione umana è aumentata di 74,6 milioni, che si pensa debbano scendere costantemente fino a circa 41 milioni all'anno nel 2050, momento in cui la popolazione sarà aumentata a circa 9,2 miliardi. Ogni regione del globo ha visto grandi riduzioni del tasso di crescita negli ultimi decenni, anche se i tassi di crescita rimangono superiori al 2% in alcuni paesi del Medio Oriente e dell'Africa subsahariana, e anche in Sud Asia, Sud-Est asiatico e America Latina.
Alcuni paesi stanno sperimentando un declino della popolazione, ossia una crescita negativa, soprattutto in Europa orientale, dovuti principalmente ai bassi tassi di fertilità, agli alti tassi di morte e alla emigrazione. In Africa meridionale, la crescita sta rallentando a causa dell'elevato numero di decessi correlati all'HIV. Alcuni paesi dell'Europa occidentale potrebbero pure incontrare una crescita negativa della popolazione. La popolazione del Giappone ha cominciato a diminuire nel 2005. La Divisione Popolazione delle Nazioni Unite prevede che la popolazione mondiale giungerà un picco di oltre 10 miliardi alla fine del XXI secolo, ma Sanjeev Sanyal ha sostenuto che la fertilità globale scenderà al di sotto dei tassi di sostituzione negli anni 2020 e che la popolazione mondiale vedrà un picco al di sotto dei 9 miliardi nel 2050, seguito da un lungo declino. Altre teorie prevedono invece un declino più imminente.